# Verzorgingsplaats Jool-Hul
Verzorgingsplaats Jool-Hul was een Nederlandse verzorgingsplaats, gelegen aan de zuidzijde van A1 Amsterdam-Oldenzaal tussen afritten 17 en 18 in de gemeente Barneveld.
De naam had deze verzorgingsplaats te danken aan een vroeger nabijgelegen kamp van de Calvinistische Studenten Beweging (CSB) met dezelfde naam, later een kunstenaarsboerderij. De verklaring van die naam kent meerdere lezingen. De eerste, waarin 'jool' staat voor 'feest' en 'hul' voor 'heuvel' of 'verhoging'. De tweede verklaring verwijst naar de functie van de boerderij in kwestie, als kampeerboerderij voor gereformeerde jongeren. En Jool staat dan voor de Zuid-Afrikaanse jongerenbeweging Jool (Jou Onbaatsugtige Opoffering vir Liefdadigheid). Tegenwoordig is op deze plek alleen nog een waterput te vinden.
De verzorgingsplaats is per 4 september 2016 definitief gesloten in verband met de aanleg van de faunapassage Kootwijkerzand over de A1 en onder de nabijgelegen spoorlijn Amersfoort - Apeldoorn. De administratieve onttrekking aan het openbaar verkeer volgde in maart 2018.

## Varia
- Het duo Waardenberg en de Jong heeft een theaterprogramma (1990) genoemd naar deze verzorgingsplaats. Overigens is ook verzorgingsplaats De Lucht (langs de A2 bij Bruchem) al eens naamgever geweest van een theatershow.

A1: De Haar · Elsenerveld · Friezenberg · Jool-Hul  
A2: Proostwetering · De Rooijen · Zwartehof · Heezerhut · Aalsterhut  
A4: Leiburg · Oostvliet  
A6: De Monnik  
A9: Amstelveen · Hammerstein  
A12: Mollebos · De Heul · De Roode Haan  
A15: Zeekade · Kraaienbos · De Laar · Topsweerd · Groenendijk  
A16: Krabbenbosschen · Mastbos  
A17: Kapelberg  
A20: Aalkeet  
A27: Bosberg  
A28: Holkerveen · Nunspeet-Noord · Nunspeet-Zuid  
A50: Meilanden · Kabeljauw  
A58: Krabbenbosschen · Mastbos · Sloedam  
A59: Tollenaer · 't Vaerland  
A67: De Gender · De Blauwe Klei  
A79: Keelbos · Ravensbos  
A326: Rolenhof